# Paus Honorius I
Honorius I (Campania, geboortedatum onbekend - sterfplaats onbekend, 12 oktober 638) was de 70e paus van de Rooms-Katholieke Kerk en volgde op 27 oktober 625 Bonifatius V op, twee dagen na diens dood.
Hij is vooral bekend door zijn bouwactiviteiten in Rome. Zo liet hij het Aquaduct van Trajanus reconstrueren en het dak van de Sint-Pieterskerk herstellen. Vele heidense gebouwen liet hij ombouwen tot christelijke kerken.
Hij viel in onmin door zijn ideeën over het monofysitisme en werd later door het Concilie van Constantinopel III in 681 veroordeeld. In de 18e eeuw werd deze veroordeling teruggedraaid.
Cursief: tegenpaus